# Agrias subdelormei
Agrias subdelormei är en fjärilsart som beskrevs av Le Moult 1931. Agrias subdelormei ingår i släktet Agrias och familjen praktfjärilar. Inga underarter finns listade i Catalogue of Life.